# Pieve di Sant'Apollinare (Longana)
La pieve di Sant'Apollinare in Longana sorge a 5 km dalla città di Ravenna, nella frazione Longana del comune di Ravenna. Appartiene alla Diocesi di Forlì-Bertinoro, ma è affidata alla cura pastorale dell'Arcidiocesi di Ravenna-Cervia.

## Storia
Esistono notizie della pieve a partire dal 1079 e della presenza di un edificio sacro dal 1038, tuttavia la leggenda racconta di un primo luogo di culto in questa zona all'epoca di Sant'Apollinare, non più di una cappella votiva, eretta dal giudice Tauro per commemorare un luogo in cui Apollinare si era ritirato in meditazione.

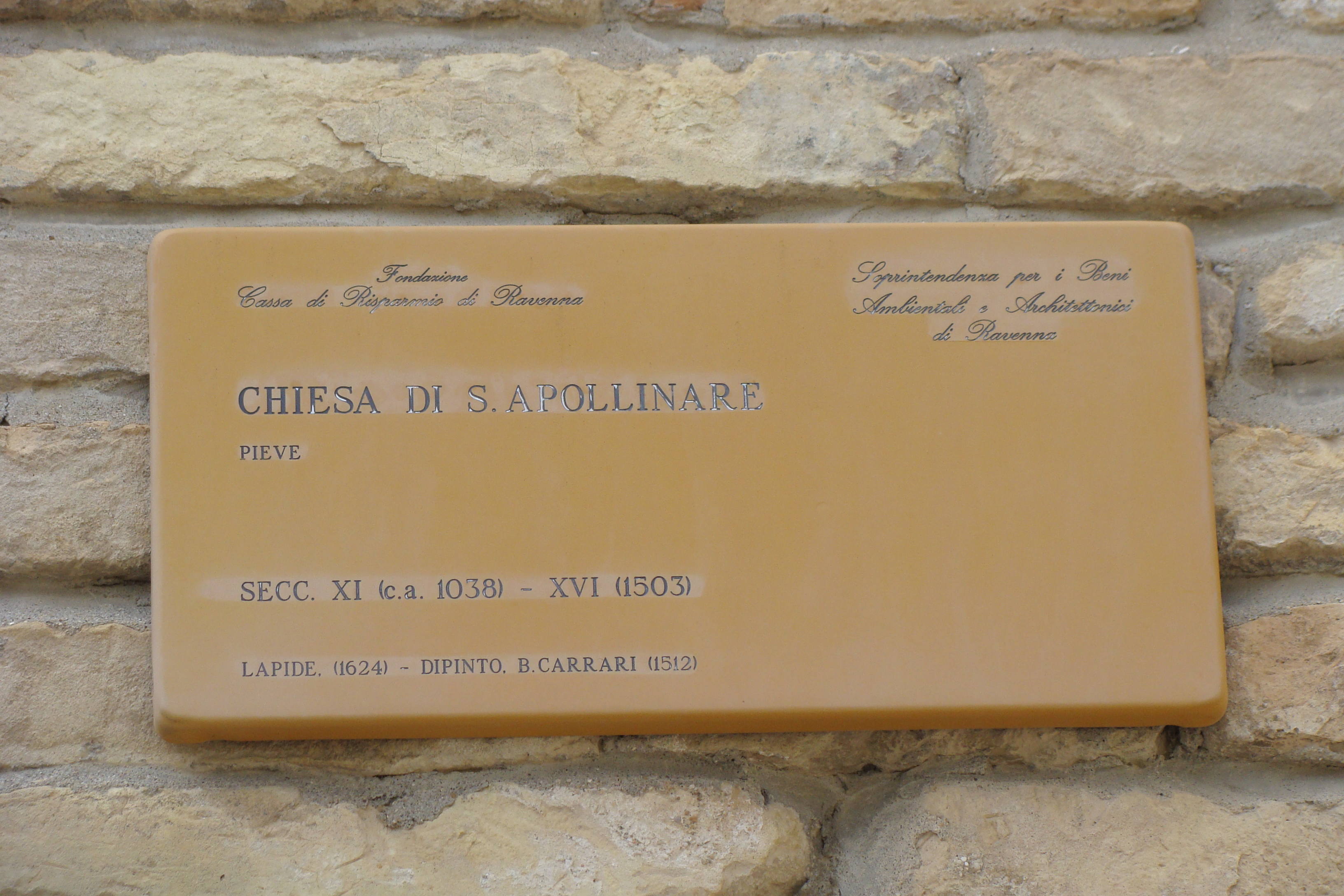
Sant'Apollinare in Longana, targa sulla facciata

La vicinanza del fiume Montone ha reso il territorio tradizionalmente paludoso e questo ha fatto sì che la chiesa sia sprofondata nel terreno. Nel 1892, don Medardo Violani, arciprete di Longana, appurò che l'attuale pavimento sorge su uno più profondo di 2,60 metri.
Lo stato di abbandono segnalato nel Quattrocento da una trascrizione ottocentesca di Marco Fantuzzi, viene confermato dai lavori del 1503 (testimoniati da un atto notarile) voluti dalla famiglia Guaccimanni, che innalzano il tetto, dato che l'interramento aveva reso l'edificio troppo tozzo e basso.
L'antico orientamento della chiesa viene invertito e la facciata viene aperta dove precedentemente c'era l'abside e questo è evidente dalle tracce sui muri. Tuttavia i critici non sono concordi sul momento in cui questa inversione è avvenuta, se con i lavori del 1503 o con interventi successivi.

## Descrizione

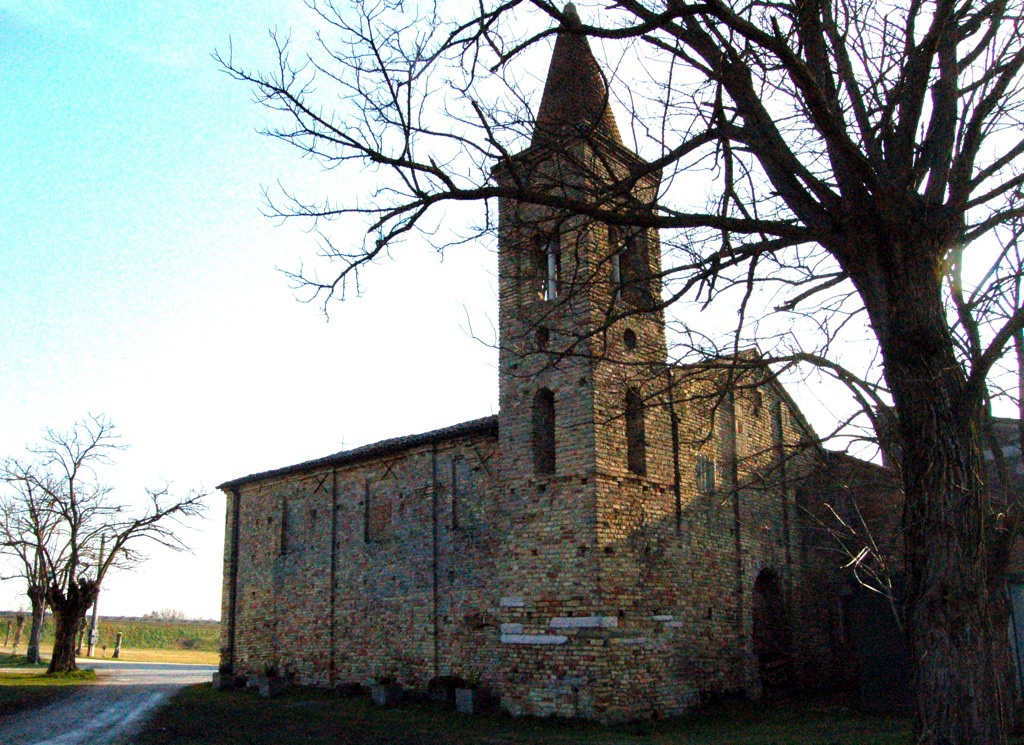
Visione del retro della pieve dove si notano i resti dell'antico ingresso

La pianta della chiesa è longitudinale di forma rettangolare e a unica navata delle dimensioni di 15,30 x 7,10 metri. Il cambio di orientamento ha determinato la scomparsa dell'abside. Dei sondaggi nel 1935 e poi nel 1960 hanno tentato di trovare tracce della struttura di quest'abside, di cui restano degli innesti nel muro, ma niente che dia certezza riguardo alla forma. 

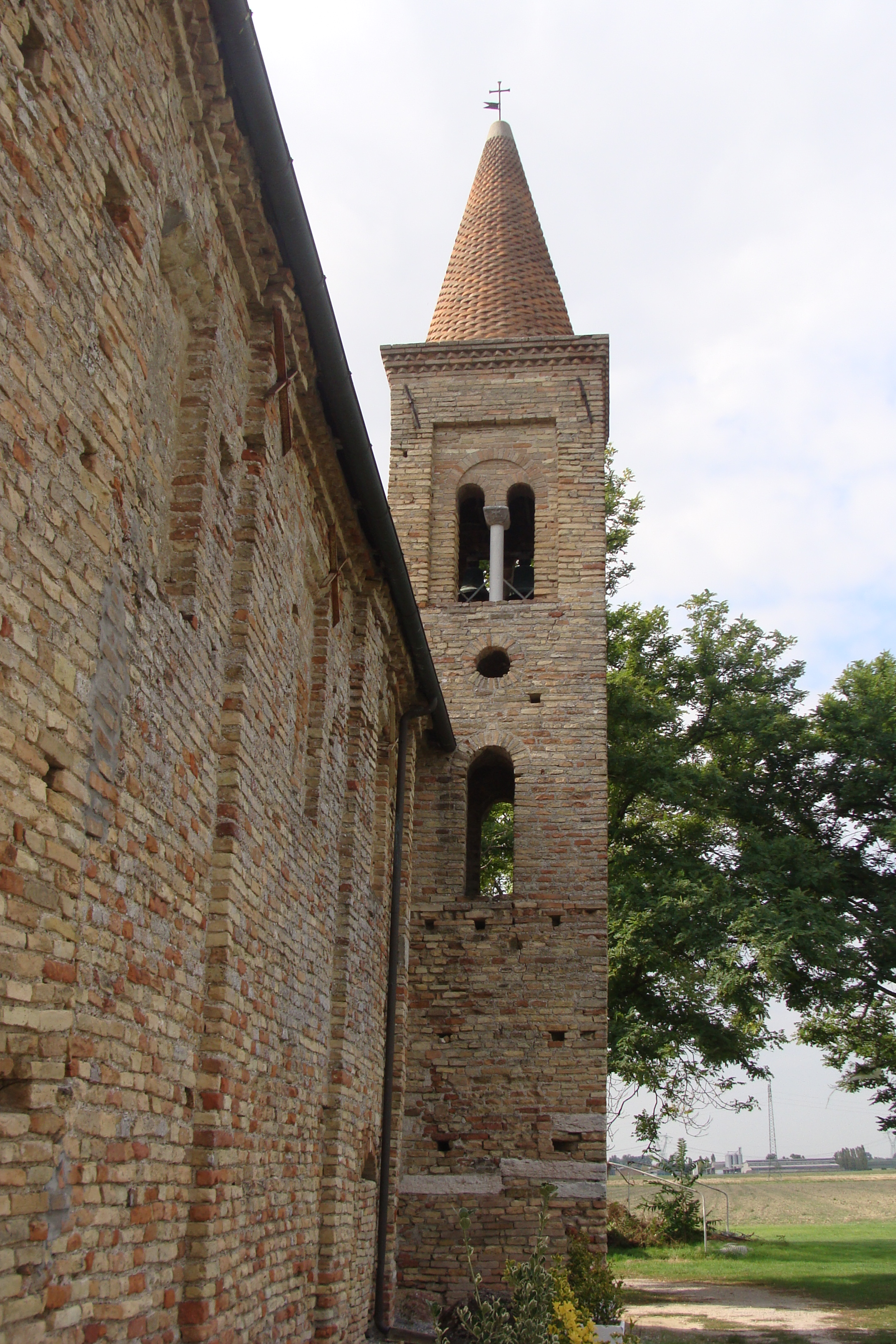
Pieve di Sant'Apollinare in Longana, campanile

La facciata attuale, diretta a est verso la via Ravegnana, presenta una bifora di recente apertura e l'ingresso, mentre nel lato ovest, dove si trova il campanile, coevo alla costruzione della chiesa, restano le tracce di  un'apertura cruciforme, di due oculi circolari e di un ampio portale murato. Anche il lato destro presenta antiche aperture poi chiuse: tre finestroni ad arco ribassato entro riquadri rettangolari e due porte, una piccola e parzialmente interrata e un'altra sempre ad arco ribassato. Sullo stesso lato si notano quattro lesene disposte in maniera non regolare, di cui una angolare. La fiancata sud è in parte adiacente alla canonica e reca tracce di una lesena scomparsa che doveva essere corrispondente a quella presente sul lato opposto. Il materiale prevalente è il mattone, ma i molti inserti di altra natura, fra cui anche marmo, testimoniano la pratica del reimpiego, forse ripreso anche dall'antico acquedotto che passava qui vicino. 
Adiacente all'antica facciata si trova un campanile di base quadrata, coevo della pieve. In origine era più svettante, ma poi si è infossato con il resto della chiesa e risulta dunque più basso. La struttura, come tipico delle architetture ravennati,  si alleggerisce verso l'alto grazie a una serie di aperture progressive: una monofora sormontata da una finestrella circolare e poi al culmine una cella con bifore che però, come la chiusura conica, è ricostruzione recente.

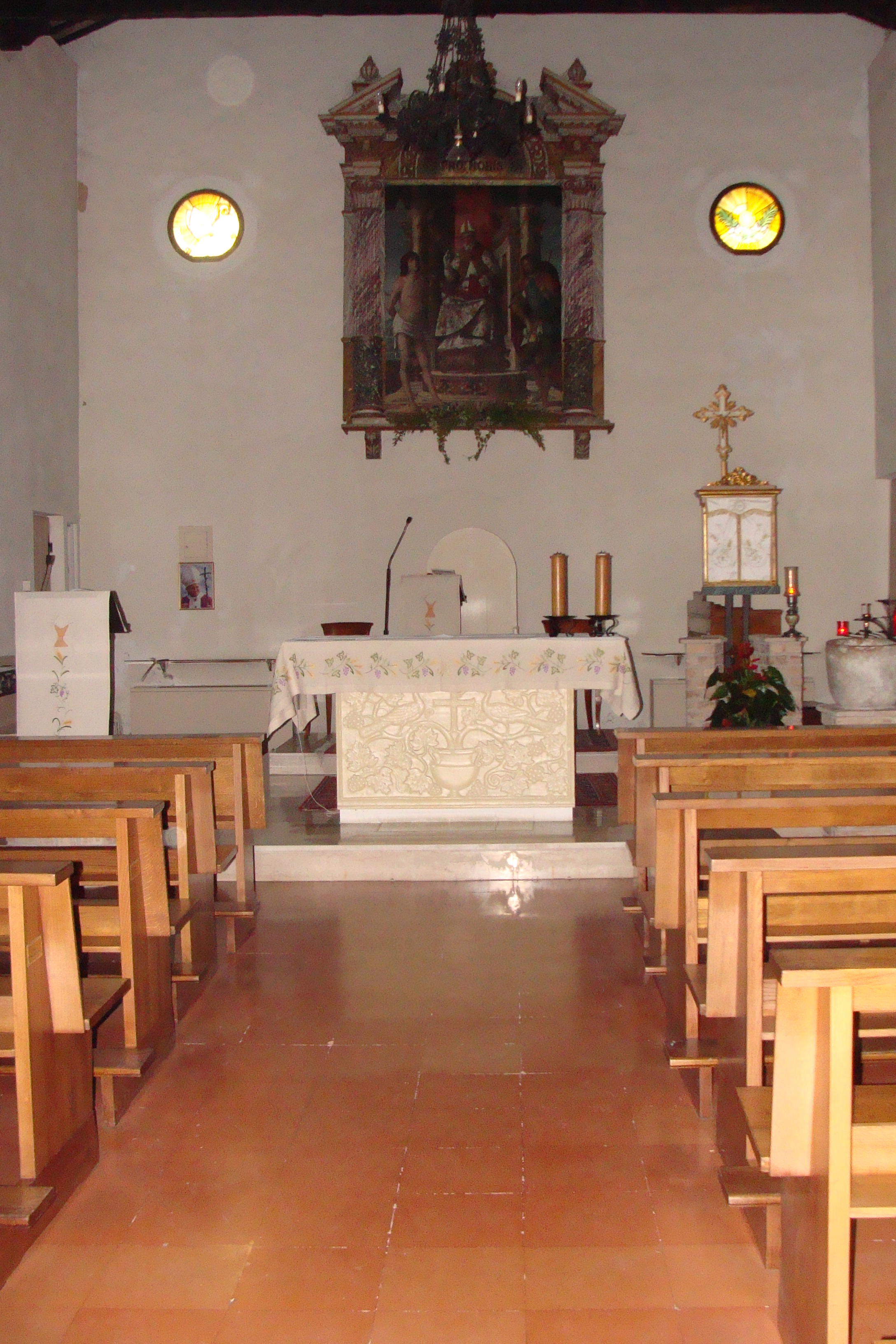
Pieve di Sant'Apollinare in Longana, interno

L'interno è semplice, con intonaco alle pareti. Il tetto è a capriate lignee. L'illuminazione non è molto accentuata, dato che la luce entra dalla stretta bifora della facciata e dalle finestre circolari del muro di fondo. C'è un solo altare dietro cui si trovano due porticine che immettono nel campanile e nella sagrestia.

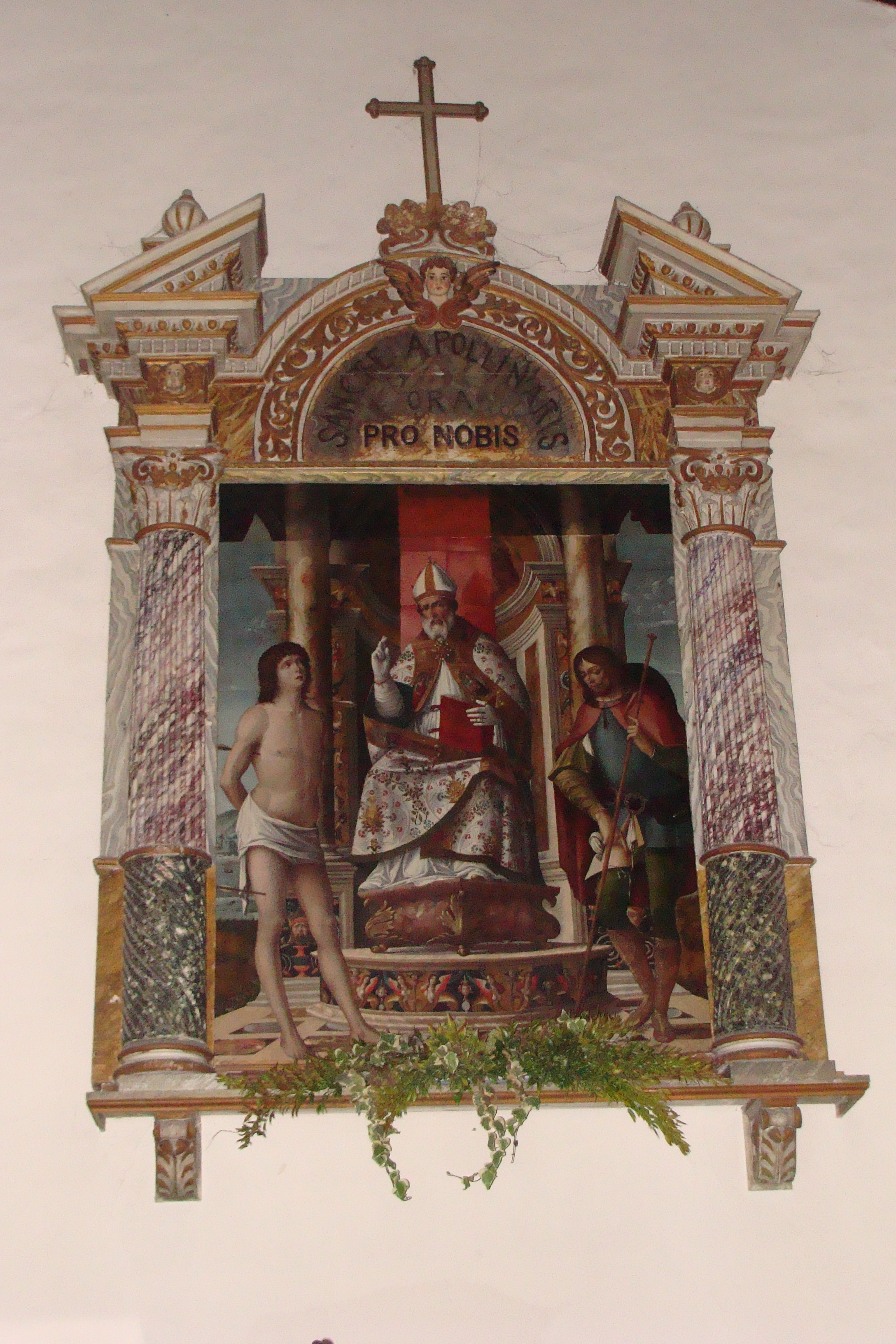
Baldassarre Carrari, Sant'Apollinare in trono tra san Sebastiano e san Rocco, 1515-16, tavola, cm 207 × 160, Longana (Ravenna), Pieve di Sant'Apollinare

Sull'altare è presente un dipinto su tavola di Baldassarre Carrari, Sant'Apollinare in trono tra san Sebastiano e san Rocco. L'attribuzione a Carrari è sicura, data la presenza di un atto notarile del 28 gennaio 1520 presente nell'Archivio di Stato di Forlì, in cui gli eredi chiedono il pagamento del lavoro. L'ancona in stucco dorato che circonda l'opera risale alla fine dell'Ottocento. Nel dipinto si vedono il Santo dedicatario della pieve, Apollinare, vestito da vescovo e seduto su un trono, con ai lati San Sebastiano e San Rocco, inseriti nell'opera in quanto protettori contro le pestilenze, entrambi riconoscibili senza difficoltà per gli attributi iconografici. Il modello del pittore è stata la Pala Ostoli di Marco Palmezzano, della fine del Quattrocento, dove al centro è collocato Sant'Antonio abate su un trono che similmente a quello nel dipinto di Carrari viene sostenuto da zampe di leone che terminano in foglie d'acanto e analogamente appare realizzato di marmi. Anche in quel caso viene associato al protagonista San Sebastiano con un fisico ben modellato, ma colpito con frecce meno evidenti. Il colore è ricco e corposo.